# Upravna delitev Italije
Italijanska republika je upravno razdeljena na 20 dežel (regione, [redžòne]), ki so razdeljene na 110 pokrajin (provincia,  [provìnča]), od katerih so tri še v pripravi. Pokrajine se delijo na 8103 občine. S to ureditvijo je pokrito celotno državno ozemlje, torej ni drugih oblik upravnih enot.
Ustava predvideva, da se uprava države porazdeli med dežele, pokrajine in občine; zadnjič je bila ta porazdelitev urejena leta 2001. Leta 2005 je parlament odobril korenito prenovo ustave, ki je spreminjala predvsem upravne pristojnosti teh treh organov, a ljudski referendum je te spremembe zavrnil.
Po italijanski zakonodaji so dežele, pokrajine in občine pravne osebe, kar pomeni, da ni upravne hierarhije med njimi: občina ni odvisna od pokrajine in pokrajina ni odvisna od dežele, pač pa ima vsaka od njih določeno področje dejavnosti in vodi samostojne stike z državno upravo in ostalimi upravnimi enotami. Edina dovoljena hierarhična pravica je odstopanje lastnih pristojnosti nižjim enotam, kar je pa v sodobnem pojmovanju le priznavanje večje avtonomije slednjih.

## Seznam
V seznamu so označene z zvezdico dežele s posebnim statutom.
| 1. Abruci (Abruzzo) 2. Dolina Aoste (Valle d'Aosta) * 3. Apulija (Puglia) 4. Bazilikata (Basilicata) 5. Kalabrija (Calabria) 6. Kampanija (Campania) 7. Emilija - Romanja (Emilia-Romagna) 8. Furlanija - Julijska krajina (Friuli-Venezia Giulia) * 9. Lacij (Lazio) 10. Ligurija (Liguria) 11. Lombardija (Lombardia) 12. Marke (Marche) 13. Molize (Molise) 14. Piemont (Piemonte) 15. Sardinija (Sardegna) * 16. Sicilija (Sicilia) * 17. Trentinsko - Zgornje Poadižje/Južna Tirolska (Trentino-Alto Adige/Südtirol) * 18. Toskana (Toscana) 19. Umbrija (Umbria) 20. Benečija (Veneto) | Italijanske dežele |